# 도루코라이스

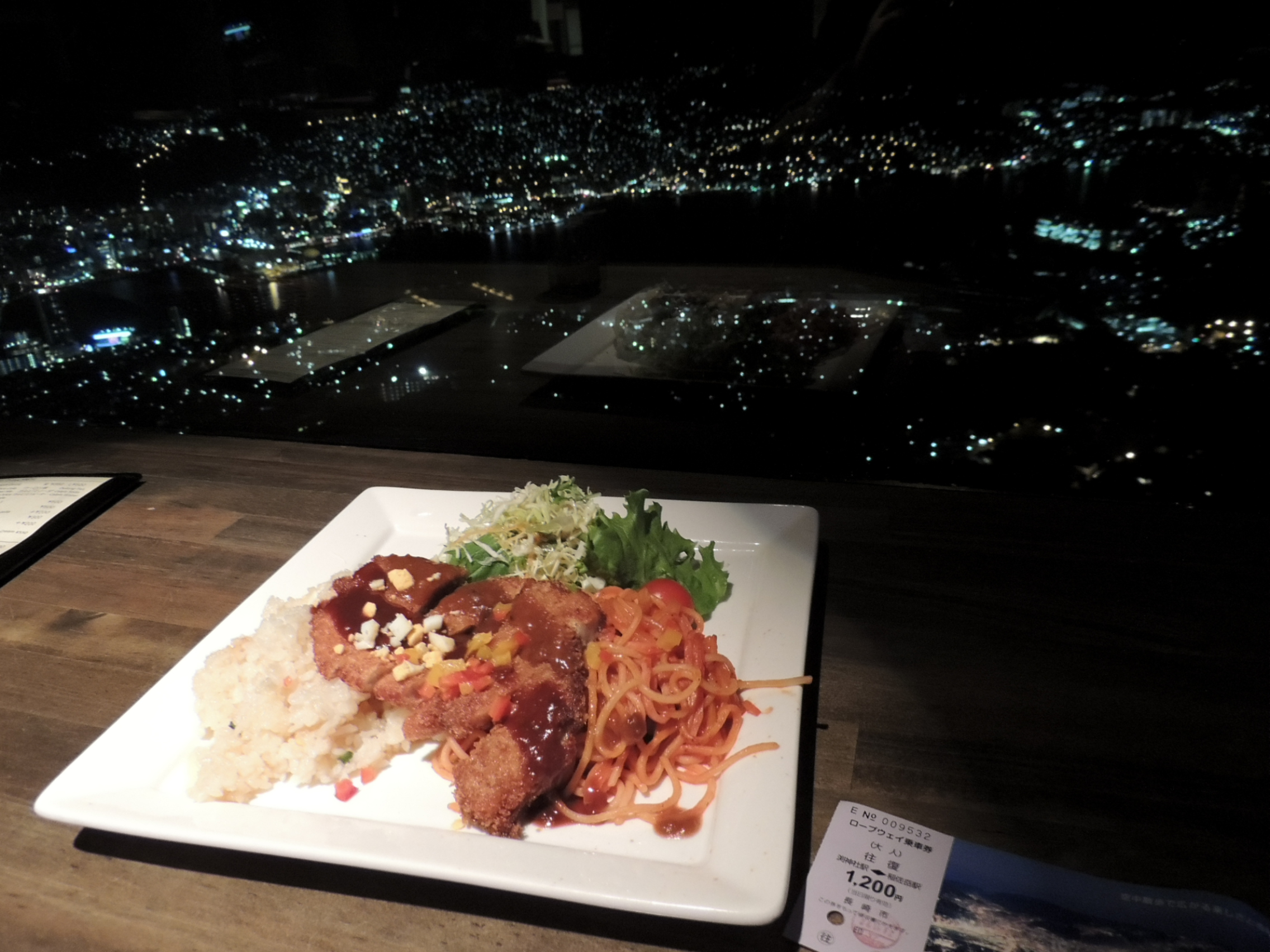
나가사키의 도루코라이스

도루코라이스(일본어: トルコライス) 또는 도루코후 라이스(일본어: トルコ風ライス→터키풍 라이스)는 일본 나가사키현 요리로, 주로 나가사키를 중심으로 한 요리이다. 한 접시에 여러 가지 반찬이 담아진 서양식 퓨전 요리이다. 오사카시, 고베시에도 도루코라이스가 존재하지만 내용물은 지역마다 다르다. 또한 규슈에서는 나가사키현 이외에서는 거의 볼 수 없다.
가장 일반적인 것은 필라프, 나폴리탄, 드미글라스가 곁들어진 돈카쓰라는 조합이다.